# 迪亚曼蒂纳郡政府
迪亚曼蒂纳郡（英語：Shire of Diamantina）是澳大利亞昆士蘭州中西部的地方政府，轄境有94823.2平方公里；與北領地和南澳州相鄰。「迪亚曼蒂纳」之名乃源自昆士蘭州首任州督之妻的芳名。